# Avenida Morales Duárez
La avenida Vicente Morales Duárez es una avenida del área metropolitana de Lima, en Perú. Se extiende de oeste a este, en los distritos del Callao, Carmen de La Legua-Reynoso y Lima. Cuenta con ciclovía entre las avenidas Universitaria y Néstor Gambetta.
En parte de su recorrido, se sobrepone la Vía expresa Línea Amarilla.
En 2021, se inauguró el puente que cruza el río Rímac, y que además une las avenidas 12 de Octubre (distrito de San Martín de Porres) y Morales Duárez (Carmen de la Legua-Reynoso).
El 23 de febrero de 2024, se inició el traslado de los dos puentes modulares que permitirán el acceso a la nueva terminal del Aeropuerto Internacional Jorge Chávez. El 19 de marzo de 2024, se informó el inicio de las labores de instalación de los puentes modulares que tendrán 81.9 metros de longitud y dos carriles cada uno. En septiembre de 2024, se informó que se concluyó las labores de construcción de dos puentes vehiculares. Los puentes están ubicados en el cruce de las avenidas Morales Duárez y Aeropuerto.

## Recorrido
Inicia en la avenida Néstor Gambetta, cruza la avenida Universitaria en un bypass, luego se sobrepone la Vía expresa Línea Amarilla, finaliza en una calle cerca al jirón Juan Agnoli, que va sobre el trazado del Ferrocarril Central. Cerca del cruce con la avenida Aeropuerto está el ingreso a la nueva terminal del Aeropuerto Internacional Jorge Chávez.